# Josephine Frigge
Josephine Frigge, född 3 oktober, är en svensk fotbollsmålvakt som spelar för Hammarby IF.

## Karriär
Josephine Frigge spelade under sina ungdomsår i Borgeby FK. 2012 flyttade hon till USA och spelade fotboll en säsong på Lindsey Wilson College Blue Raiders. Den säsongen var Josephine Frigge med och tog hem titeln NAIA Championship 2012. Efter säsongen flyttade Josephine Frigge hem och skrev ett kontrakt med Limhamn Bunkeflo som då spelade i Elitettan. Efter fyra säsonger var Josephine Frigge 2016 med och tog upp Limhamn Bunkeflo till Damallsvenskan där hon 2017 debuterade mot Kopparberg Göteborg före EM-uppehållet och stod i mål när Limhamn Bunkeflo tog emot FC Rosengård inför 7 825 åskådare på Nya Malmö Stadion. Under säsongen 2018 spelade Josephine Frigge i FC Rosengård.
Inför säsongen 2019 gick Frigge till Elitettan-klubben IF Brommapojkarna. I mars 2023 skrev hon på ett ettårskontrakt med Hammarby IF.